# Neuwied (stad)
Neuwied is een Große kreisangehörige Stadt in de Duitse deelstaat Rijnland-Palts. Het is tevens de Kreisstadt van de Landkreis Neuwied. De stad telt 64.860 inwoners en is gelegen aan de Rijn, bij de monding van de Wied.
De zelfstandige gemeente Heddesdorf werd in 1904 bij Neuwied ingelijfd.

## Partnersteden
- Beverwijk

## Geboren
- Caspar Friedrich Hachenberg (1709-1793), rector Latijnse School van Wageningen
- Elisabeth zu Wied (1843-1916), Duits prinses, koningin van Roemenië en schrijfster onder het pseudoniem Carmen Sylva
- Wilhelm zu Wied (1876-1945), vorst van Albanië in 1914

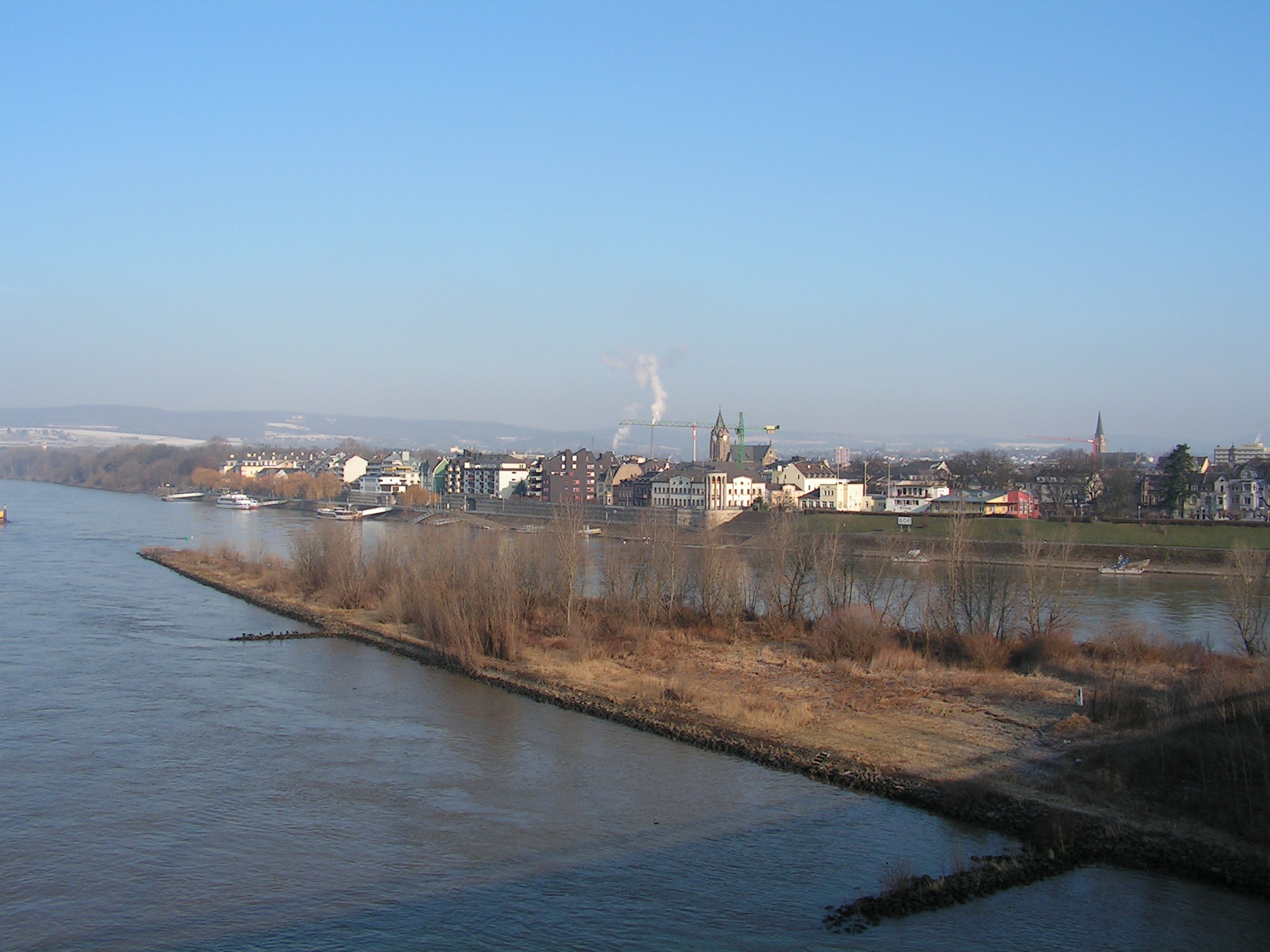
Binnenstad van Neuwied

- Max Walscheid (1993), wielrenner

## Stadsdelen
Neuwied bestaat uit de volgende delen (oorspronkelijk dorpen):
| - Altwied - Block - Engers - Feldkirchen | - Gladbach - Heimbach-Weis - Irlich - Niederbieber | - Oberbieber - Rodenbach - Segendorf - Torney |

Anhausen ·
Asbach ·
Bad Hönningen ·
Bonefeld ·
Breitscheid ·
Bruchhausen ·
Buchholz (Westerwald) ·
Dattenberg ·
Datzeroth ·
Dernbach ·
Dierdorf ·
Döttesfeld ·
Dürrholz ·
Ehlscheid ·
Erpel ·
Großmaischeid ·
Hammerstein ·
Hanroth ·
Hardert ·
Harschbach ·
Hausen (Wied) ·
Hümmerich ·
Isenburg ·
Kasbach-Ohlenberg ·
Kleinmaischeid ·
Kurtscheid ·
Leubsdorf ·
Leutesdorf ·
Linkenbach ·
Linz am Rhein ·
Marienhausen ·
Meinborn ·
Melsbach ·
Neustadt (Wied) ·
Neuwied ·
Niederbreitbach ·
Niederhofen ·
Niederwambach ·
Oberdreis ·
Oberhonnefeld-Gierend ·
Oberraden ·
Ockenfels ·
Puderbach ·
Ratzert ·
Raubach ·
Rengsdorf ·
Rheinbreitbach ·
Rheinbrohl ·
Rodenbach bei Puderbach ·
Roßbach ·
Rüscheid ·
Sankt Katharinen (Landkreis Neuwied) ·
Stebach ·
Steimel ·
Straßenhaus ·
Thalhausen ·
Unkel ·
Urbach ·
Vettelschoß ·
Waldbreitbach ·
Windhagen ·
Woldert